# أهمية الذكاء الاصطناعي
الذكاء الاصطناعي في حماية أجهزة الدول يشير إلى استخدام تقنيات الذكاء الاصطناعي والتعلم الآلي في تعزيز قدرات الأمن السيبراني وحماية البنية التحتية الحساسة للدول، مثل المؤسسات الحكومية، الأجهزة الأمنية، والمراكز الاستراتيجية.  

## أهمية الذكاء الاصطناعي في الأمن السيبراني
أصبحت التهديدات الإلكترونية أكثر تعقيدًا وتطورًا، مما دفع الدول إلى اعتماد حلول تعتمد على الذكاء الاصطناعي للكشف المبكر عن الهجمات الإلكترونية والتصدي لها.  
- يقوم الذكاء الاصطناعي بتحليل كميات هائلة من البيانات بسرعة فائقة.  
- يكتشف الأنماط غير الطبيعية في الشبكات.  
- يساهم في منع الهجمات قبل وقوعها.  

## التطبيقات العملية

### ١- مراقبة الشبكات
يمكن للأنظمة الذكية مراقبة حركة البيانات في الوقت الفعلي، ورصد أي نشاط مشبوه.  

### ٢- حماية البنية التحتية الحيوية
تُستخدم تقنيات الذكاء الاصطناعي لحماية محطات الكهرباء، شبكات المياه، الاتصالات، والمطارات من الهجمات الإلكترونية.  

### ٣- التنبؤ بالهجمات
تعتمد الدول على خوارزميات التعلم العميق للتنبؤ بالهجمات المستقبلية من خلال دراسة أنماط الهجمات السابقة.  

### ٤- مكافحة الإرهاب السيبراني
يمكن للذكاء الاصطناعي رصد وتتبع أنشطة المجموعات الإرهابية على الإنترنت، ومنعها من استهداف أجهزة الدولة.  

## التحديات
- الاعتماد المفرط على الأنظمة الذكية قد يخلق ثغرات جديدة.  
- احتمالية استخدام نفس تقنيات الذكاء الاصطناعي من قبل المهاجمين.  
- الحاجة إلى تشريعات وقوانين تحكم استخدام هذه التكنولوجيا.  

## الخلاصة
يمثل الذكاء الاصطناعي سلاحًا استراتيجيًا حديثًا في يد الدول لتعزيز أمنها السيبراني وحماية أجهزتها الحساسة. ومع ذلك، يظل التوازن بين الاستفادة من هذه التقنية والحد من مخاطرها تحديًا مستمرًا.  